# Dziki cel
Dziki cel (ang. Wild Target) – brytyjsko-francuski komediodramat z 2010 roku w reżyserii Jonathana Lynna. Wyprodukowany przez wytwórnię Vue Entertainment i Freestyle Releasing.
Premiera filmu odbyła się 18 czerwca 2010 w Wielkiej Brytanii, a trzy tygodnie później 7 lipca we Francji. Zdjęcia do filmu zrealizowano na Isle of Man oraz w Londynie w Wielkiej Brytanii.

## Fabuła
Oszustka Rose (Emily Blunt) sprzedaje gangsterowi Fergusonowi (Rupert Everett) fałszywy obraz. Ten zleca Victorowi Maynardowi (Bill Nighy) jej zamordowanie. Zauroczony dziewczyną zabójca postanawia darować jej życie. Wówczas sam staje się celem żądnego zemsty Fergusona.

## Obsada
Źródło: Filmweb
- Bill Nighy jako Victor Maynard
- Gregor Fisher jako Mike
- Emily Blunt jako Rose
- Rupert Everett jako Ferguson
- Martin Freeman jako Hector Dixon
- Rupert Grint jako Tony
- Geoff Bell jako Fabian
- James O’Donnell jako Barney
- Eileen Atkins jako Louisa Maynard